# Linzer Steig
Der Linzer Steig bezeichnet im weiteren Sinne ein mittelalterliches Netz von Saumpfaden, die vom Salz-Stapelplatz Linz nach Böhmen führten, bzw. im engeren Sinn die Fahrstraße von Linz über Freistadt nach Budweis, die im Laufe der Zeit den Goldenen Steig Passaus ablöste. Im 19. Jahrhundert übernahm die Pferdeeisenbahn Budweis–Linz–Gmunden die Funktion des Linzer Steigs.

## Routen

### Linz – Haselgraben – Leonfelden
Die Route durch den Haselgraben und weiter entlang der Großen Rodl und der Moldau galt als kürzeste Nord-Süd-Verbindung nach Prag. Sie wurde bereits in prähistorischer Zeit benutzt. Zur Zeit der Kelten dienten die Höhensiedlungen Oppidum Gründberg bei Linz und entlang der Moldau Oppidum Třísov (bei Krummau), Oppidum Nevězice (bei Orlík), Oppidum Hrazany und Oppidum Závist südlich von Prag als Stützpunkte entlang des Weges.
Anlässlich der Übergabe der Herrschaft Wildberg an Gundakar von Steyr-Starhemberg im Jahr 1198 wurde der Haselgrabenweg bereits als alter Weg („antiqua via Savinstraze vulgariter appellata“) bezeichnet.
Entlang des Haselbaches zum Bergsattel in Glasau (am Fuße der Gemeinde Hellmonsödt) gab es folgende Varianten:
- Talweg durch den Haselgraben[1]
- westlicher Höhenweg[4] über den Gründberg und die Bauernhäuser mit den alten Namen Unterburger, Oberburger, Kirchschlag
- östlicher Höhenweg[4] über „Auf der Wies“, St. Magdalena, Oberbairing, Oberwinkel, Althellmonsödt

Ab Glasau gab es folgende Varianten dieses Weges:
- Glasau – Hellmonsödt – Sonnberg – Glashütten – Ortmühle – Leonfelden
- Glasau – Hellmonsödt – Eckartsbrunn – Habruck – Langbruck – Ortmühle – Leonfelden

Aus Leonfelden führt die noch heute so bezeichnete Salzstraße nach Rading und Vyšší Brod (Hohenfurt = obere Furt), wo die Moldau erstmals überquert wurde, weiter nach Větrná, Branná und Zátoň, wo durch die (untere) Furt auf das rechte Ufer der Moldau gewechselt wurde, nach Přídolí (seit 1231 ist dort ein Salzlager belegt) und nach Český Krumlov.

### Linz – Schiefegg – Leonfelden
Im Jahr 1154 wurde dieser als „alter Nordwaldsteig“ bezeichnete Schöfweg (= Schiffweg) erstmals urkundlich erwähnt. Er führte von den Schiffsplätzen in Linz über den Pöstlingberg und den Ort Lichtenberg ins Tal der Großen Rodl. Bei Schiefegg vereinigte er sich mit einem aus Ottensheim und Untergeng kommenden Steig. Nördlich von Schiefegg vereinigte sich der Schefweg mit der aus dem Haselgraben kommenden Saumstraße und führte weiter nach Zwettl an der Rodl. Der Abschnitt zwischen Schiefegg und Zwettl heißt noch heute Saumstraß.

### Linz – Schenkenfelden
Nach der Durchquerung des Haselgrabens konnte als Alternative zu Leonfelden folgender Weg gewählt werden:
- Glasau – Hellmonsödt – Eckartsbrunn – Habruck – Schenkenfelden – Kettenbachtal[9] – Böhmen

### Linz – Rohrbach
- Linz – Ottensheim – Neufelden – Altenfelden – Rohrbach – Furtmühle (Überquerung der Großen Mühl) – St. Oswald – Böhmen

### Linz – Freistadt – Budweis
Die Strecke Linz – Steg (=Übergang über den Katzbach) – Katzbach – Gallneukirchen – Spattendorf – Trosselsdorf – Schwandtendorf – Galgenau – Freistadt verlief über die Trefflinger Pforte und die Gusen-Aist-Senke. Durch den 1359 verfügten Straßenzwang war diese Route zukünftig der Haupttransportweg, auch wenn es immer wieder zu Streitigkeiten mit den Orten Leonfelden und Schenkenfelden und mit den Kaufleuten kam, die unerlaubterweise Mautgebühren und Reisezeit durch die Umgehung von Freistadt einsparen wollten. Während man nämlich von Linz nach Böhmen nur 2 Tage benötigte, musste man über Freistadt bis zu 6 Tage einrechnen (3 Tage Reisezeit und meist 3 Tage Stapelzeit).

## Geschichte

### Mittelalter
In Böhmen fehlen Salzlagerstätten, da das alte Böhmische Massiv nie unter dem Meeresspiegel gelegen war. Böhmen wurde deshalb hauptsächlich mit Salz aus dem alpinen Faltengebirge versorgt.
Die Raffelstettener Zollordnung von 902/906 regelte die Zoll- und Mauteinhebung beim Salztransport im (heute österreichischen) Donauraum westlich von Passau. Von den Marktplätzen Linz, Ebersburg (Ybbs an der Donau) und Mautern wurde das Salz auf Schefwegen (Wege, die vom Schiff bzw. zum Schifflandeplatz führten) nach Norden transportiert.
Auf dem Rückweg von Böhmen wurden hauptsächlich landwirtschaftliche Produkte (Getreide, Schmalz, Hopfen, Bier, …) transportiert.
Bis ins 16. Jahrhundert war die Saline Hallein und damit das Bistum Salzburg Hauptlieferant von Salz nach Böhmen. Das Bistum Passau wiederum war beim Transport und der Verteilung des Salzes führend. Der 1010 erstmals erwähnte Salzweg nach Böhmen (der Begriff Goldener Steig entstand erst im 16. Jahrhundert) hatte vorerst den größten Anteil an den Landtransporten von Salz nach Böhmen. Im 13. Jahrhundert brachten wöchentlich etwa 1200 Pferde Salzkufen von der Salzmetropole Passau zum böhmischen Haupthandelsplatz Prachatice.
Als Reaktion darauf gründeten der Babenberger Herzog Leopold VI um 1225 die Stadt Freistadt und der böhmische König Přemysl Ottokar II. 1265 die Königsstadt Budweis, mit der er auch die Vorherrschaft der Rosenberger in Südböhmen brechen wollte. 1277 gewährte der Habsburger König Rudolf I. Freistadt das generelle Niederlags- und Stapelrecht. Linz bekam 1311 das Niederlagsrecht nur für Salz. Herzog Rudolf von Habsburg verlieh Freistadt am 2. August 1364 den Straßenzwang, indem er die Verwendung der Straße über Leonfelden nach Böhmen nicht mehr – wie zu Kriegszeiten üblich – gestattete. Diese Bestimmung wurde von Herzog Albrecht am 9. Mai 1377 und 7. Oktober 1393 bestätigt, und 1395 wurde der Weg über Leonfelden für alle Kaufmannswaren vorübergehend sogar gesperrt.

### Salzmonopol
Die österreichischen Herrscher setzten im Lauf der Zeit gezielte Maßnahmen, um das einträgliche Salzgeschäft der Salzburger und Passauer Bischöfe und der privaten Unternehmer für sich zu lukrieren und auf ihrem Herrschaftsgebiet das landesfürstliche Salzmonopol zu etablieren. Beginnend mit Kaiser Friedrich III. führten seine beiden Nachfolger Maximilian I. und Ferdinand die gesamte Salzwirtschaft in die landesfürstliche Verwaltung über. Dazu wurden neue Produktionsstätten geschaffen, das Transportwesen verbessert und Gesetze zu eigenen Gunsten verfügt.
Maßnahmen zur Steigerung der eigenen Salzproduktion:
- 1533 wurden die finanziellen Mittel zur Errichtung einer zweiten Sudpfanne in Hallstatt bewilligt.
- 1562 entdeckte man neue Salzvorkommen am Ischler Salzberg, und bereits 1563 wurde das Mitterberg-Stollen in Perneck (Gemeinde Bad Ischl) in Betrieb genommen.
- 1604 wurde die 40 Kilometer lange Soleleitung Hallstatt–Ebensee im Salzkammergut in Betrieb genommen, wodurch die Salzproduktion erheblich schneller und billiger möglich war.

Logistische Maßnahmen:
- 1497 wurde in Linz die erste Donaubrücke im Land ob der Enns errichtet, wodurch die Donauquerung beschleunigt und verbilligt wurde.
- Um 1550 machte der Wasserbaumeister Thomas Seeauer sowohl den Traunfall als auch die Moldau bei Moldautein (Týn nad Vltavou) schiffbar.
- 1562 wurde ein neuer, großer Salzstadel in Linz errichtet. Auch Mauthausen und Freistadt bekamen größere Salzmagazine.

Politische Änderungen:
- Nach der Schlacht bei Mohács (1526) fiel durch die vorangegangene Linzer Hochzeit von Anna von Böhmen und Ungarn mit dem späteren Kaiser Ferdinand I. das Königreich Böhmen an die Habsburger, wodurch sie auch in diesem Gebiet Durchgriffsrechte hatten.
- 1530 und 1535[16] wurden vertraglich festgelegt, dass die Salzburger Erzbischöfe zwar noch Böhmen, nicht mehr aber das Land ob der Enns mit Halleiner Salz versorgen dürfen.[17]
- 1602 ging Krummau vom letzten Rosenberger Peter Wok in den Besitz der Habsburger über, womit der letzte, große Handelskonkurrent in Böhmen ausgeschaltet war und auch das Stapelrecht von Prachatice nach Krummau verlegt wurde.

Einrichtung von Behörden:
- Das Wiener Salzamt wurde 1504 auf Befehl von Kaiser Maximilian eingerichtet.[18]
- Das Kaiserliche Kammeramt wurde 1527 in Wien als oberste Behörde für die Verwaltung des Salzwesens geschaffen.[19]
- Das kaiserliche Schiffmeisteramt (später Oberst-Schiff- und Brückenmeisteramt) wurde ab den 1540er Jahren genannt. Ab 1558 unterstand es dem Hofkriegrat und war neben militärischen Aufgaben auch für den Salztransport auf Donau und Theiß verantwortlich.[20]
- Die böhmischen Salzkammern entstanden in der zweiten Hälfte des 16. Jahrhunderts. Salz wurde aus den einzelnen Niederlagsprivilegien herausgenommen. In Budweis, Prachatitz, Klattau (Klatovy), Winterberg (Vimperk), Schüttenhofen (Sušice), Bergreichenstein (Kašperské Hory), Thein (Týn nad Vltavou) und Krummau richtete man Salzkammern ein, die einer Verwaltungsbehörde in Prag unterstanden. Kaiserliche Beamte (Salzversilberer) leiteten den Großhandel mit Salz.

Gesetzliche Maßnahmen:
- Erstes Salzreformationslibell von 1524[21]
- Zweites Reformationslibell von 1563[21]
- Im dritten Reformationslibell von 1656[21] findet sich erstmals die Bezeichnung „Salzkammergut“.[22]

### Blütezeit
Mit dem Salzmonopol war das Verkehrsnetz des Linzer Steigs zusammen mit dem Zubringer von Mauthausen zum alleinigen Transportweg des Gmundner Salzes nach Böhmen aufgestiegen.
1612 hatte Budweis schon die fünffachen Mauteinnahmen gegenüber dem früheren westböhmischen Salzhandelszentrum Prachatice. Ende des 17. Jahrhunderts wurden jährlich 120.000 Kufen Kaisersalz nach Böhmen geliefert.
Um 1800 benötigten die Fuhrleute von der Donau nach Budweis und zurück fünf Tage, wobei täglich rund 500 Fuhrwerke unterwegs waren.

### Pferdeeisenbahn
Zur Beschleunigung des Salztransportes wurde die Pferdeeisenbahn Budweis–Linz–Gmunden gebaut. Für die Strecke Linz-Budweis benötigte die Pferdeeisenbahn mit den zeitaufwändigen Pferdewechseln und Ausweichmanövern zwar auch noch 14 Stunden, war aber doch deutlich schneller als die Pferdefuhrwerke. Außerdem konnte ein Pferd auf der Schiene das sechs- bis achtfache Ladegewicht eines von zwei Pferden gezogenen Straßekarrens bewältigen, und die Erhaltungskosten des Schienenwegs waren wesentlich niedriger als die Straßenerhaltung. Kurzfristig brachte der Eisenbahnbau zusätzliche Einkünfte für die Mühlviertler Bevölkerung, danach wurden die bisherigen Dienste (Transport, Verpflegung von Fuhrleuten und Pferden, Beherbergung, Wagnerei und andere Handwerke) aber kaum mehr benötigt. Das Wegenetz des Linzer Steiges verödete vielfach.

## Spuren
Ortsnamen wie Geng, Schiefegg (Gemeinde Eidenberg) und Saumstraß (Gemeinde Zwettl an der Rodl) erinnern an den alten Saumpfad.
Bauwerke:
- Salzstadel Linz, erbaut 1562
- Salzhof (Freistadt), ab Mitte des 16. Jahrhunderts als Salzlager genutzt
- Salzhaus (Budweis), großes Salzhaus erbaut 1564, denkmalgeschütztes Salzhaus von 1531 erst später als Salzlager genutzt
- Salzamt Linz, erbaut 1706
- denkmalgeschützte Objekte in Mauthausen: Salzturm, Salzamt, Seyerhaus (als Salzdepot) und ehemaliger Salzstadel (1807–1826)

Auf der böhmischen Seite des Linzer Steigs folgt der südliche Streckenabschnitt der heutigen tschechischen Fernverkehrsstraße I/3 weitgehend dem alten Salzhandelspfad. Zwischen Dolní Dvořiště (Unterhaid) und Velešín sieht man sogar noch die alten Bremssteine in Nažidla (Ortsteil der Gemeinde Bujanov) und Kaplice.